# (7401) Toynbee
(7401) Toynbee – planetoida z pasa głównego asteroid okrążająca Słońce w ciągu 3 lat i 296 dni w średniej odległości 2,44 j.a. Została odkryta 21 sierpnia 1987 roku w Europejskim Obserwatorium Południowym przez Erica Elsta. Nazwa planetoidy pochodzi od Arnolda Toynbee (1889-1975), brytyjskiego historyka. Przed nadaniem nazwy planetoida nosiła oznaczenie tymczasowe (7401) 1987 QW7.